# Daday Vilmos
Deési Daday Vilmos (Semesnye, 1856. április 27. – Sepsiszentgyörgy vagy Kolozsvár, 1917. december 21.) orvosdoktor.

## Életútja
Daday János és Jánosy Katalin fia. Középiskoláit a kolozsvári református főiskolában 1875-ben, az egyetemet ugyanott 1880-ban végezte; 1881-ben mint önkéntes katonáskodott. 1882. január 21-én nyert orvosdoktori oklevelet Kolozsvárt, ahol azonnal az egyetemi bőr- és bujakóros kórház tanársegédje lett. 1884. március 1-jén Sepsiszentgyörgybe a Háromszék megyei kórházhoz hívták meg, melyet a kor kívánalmainak megfelelően átalakított. 1890-ben a főispán tiszteletbeli megyei főorvosnak nevezte ki.

## Munkája
- Részletes kimutatás azon himlős betegekről, kik 1881. aug.-tól 1883. aug.-ig dr. Geber Ede egyetemi tanár bőr- és bujakórtani osztályán gyógykezeltettek. Kolozsvár, 1884. (A kórházi Értesítőben és a Gyógyászatnak Áll. Orvostan c. mellékletében.)